# Ad Calendas Graecas
«Ad Calendas Graecas» — «В греческие календы», «До греческих календ» — латинская поговорка, означающая срок, который наступит неизвестно когда или вообще не наступит. Соответствует русским «После дождичка в четверг» и «Когда рак на горе свистнет».

## История
Календами древние римляне называли первый день каждого месяца. В этот день заёмщики оплачивали проценты согласно записям в долговой книге. У греков же календ не было, поэтому словосочетание «греческие календы» означает то, чего на самом деле не существует.
Согласно Светонию, это была любимая поговорка императора Августа (63 до н. э. — 14 н. э.), который в своих письмах так обозначал срок возврата долга от безнадёжного должника:
«Заплатит в греческие календы» (ad «Calendas graecas» soluturos).
 — «Жизнь двенадцати цезарей» (Божественный Август, 87)

## Примеры употребления в литературе
«В тот год греки стали считать время на календы, <…> а первая половина августа была в мае».

Франсуа Рабле, «Гаргантюа и Пантагрюэль»

« — Когда же вы освободитесь от долгов? — спросил Пантагрюэль.

— К греческим календам, — отвечал Панург, — то есть когда все люди будут всем довольны, а вы сами себе оставите наследство».

Франсуа Рабле, «Гаргантюа и Пантагрюэль»